# Església de Santa Maria da Graça
L'església de Santa Maria da Graça és la catedral de Setúbal, a Portugal. Està situada al cor del primitiu burg medieval de Setúbal, al voltant de la qual s'hi desenvolupà el barri medieval més important de la ciutat, així com el centre religiós i politicoadministratiu.
Fundada en ple segle xiii, l'actual edifici és una reconstrucció de l'alt Renaixement amb una façana manierista. A l'interior hi trobem columnes amb frescs, i rajoles dels segles xvii i XVIII.
En un carrer lateral s'hi troba el pòrtic gòtic d'una antiga casa, l'Hospital de João Palmeiro.